# 이시카네 기미히로

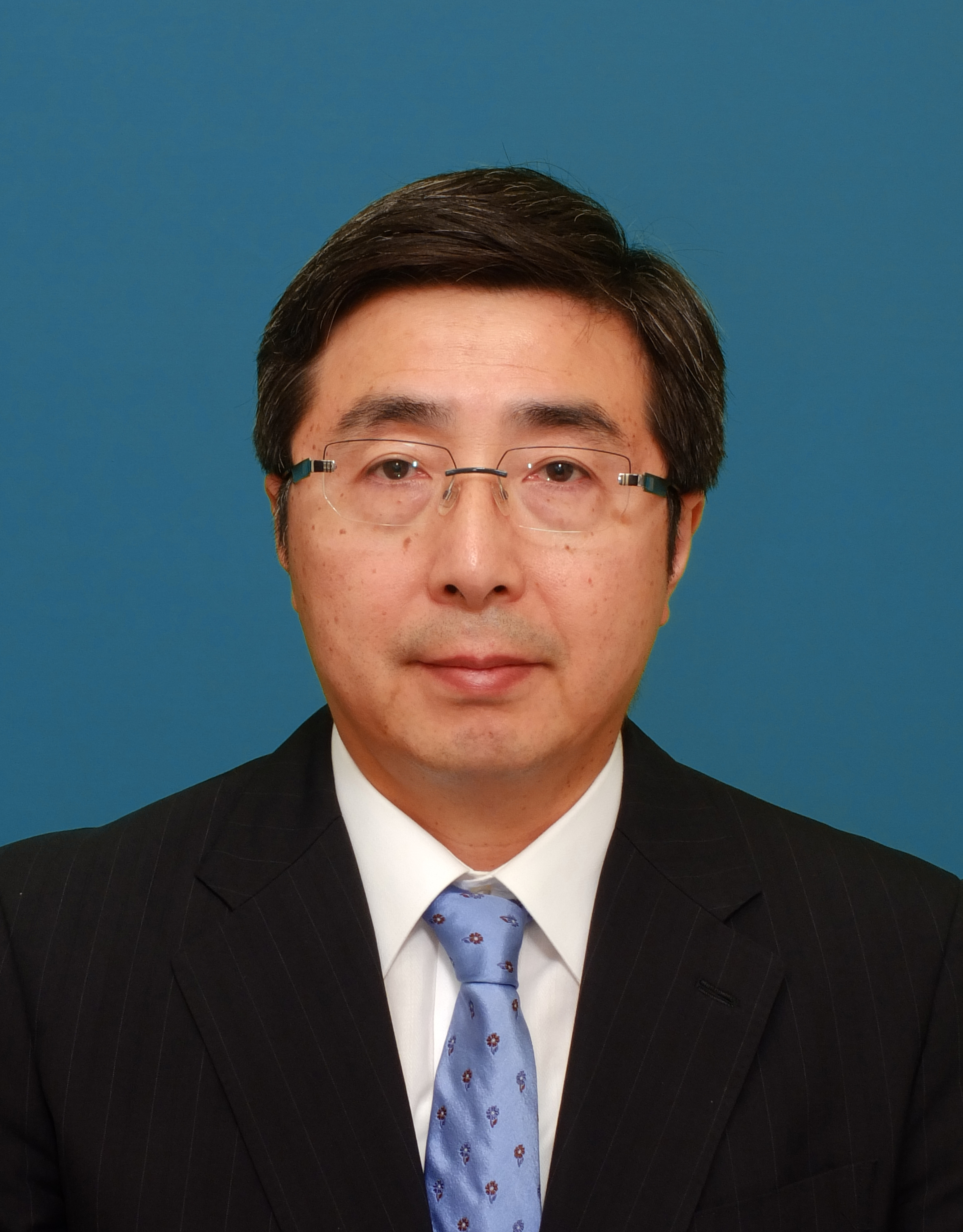
이시카네 기미히로(2017년 촬영)

이시카네 기미히로(일본어: 石兼 公博, 1958년 1월 4일 ~ )는 일본의 외교관이다. 외무성 아시아 대양주국장, 외무성 종합외교정책국장, 주캐나다 특명전권대사 겸 국제 민간 항공 기구 대표부 대사를 거쳐 2019년부터 주유엔 일본대표부 대사를 맡고 있다.

## 인물
야마구치현 출신으로 1980년 10월 도쿄 대학 법학부에 재학 중 외무공무원 채용 시험에 합격했다. 이듬해 1981년 도쿄 대학 법학부를 졸업하고 외무성에 입성했다.
- 1996년 6월 : 주프랑스 일본대사관 1등 서기관
- 1998년 1월 : 주프랑스 일본대사관 참사관
- 1998년 9월 : 외무성 종합외교정책국 과학원자력과 국제과학협력실장
- 1999년 8월 : 외무성 중근동 아프리카국 아프리카제1과장
- 2001년 1월 : 외무성 중동 아프리카국 아프리카제1과장
- 2001년 8월 : 외무성 대신관방 겸 내각사무관, 후쿠다 야스오 내각관방장관 비서관 사무 취급
- 2003년 8월 : 외무성 경제협력국 유상자금협력과장
- 2004년 8월 : 주미국 일본대사관 참사관
- 2005년 7월 : 주미국 공사
- 2007년 9월 : 외무성 국제협력국 정책과장
- 2007년 9월 : 내각총리대신 비서관
- 2008년 9월 : 외무성 대신관방 총무과장
- 2009년 7월 : 외무성 대신관방 참사관 겸 아시아 대양주국, 아시아 대양주국 남부아시아부
- 2011년 9월 : 외무성 대신관방 심의관 겸 아시아 대양주국, 아시아 대양주국 남부아시아부[1]
- 2012년 1월 : 동남아시아 국가 연합(ASEAN) 정부대표부 대사
- 2014년 1월 17일 : 외무성 국제협력국장[2]
- 2015년 10월 : 외무성 아시아 대양주국장[3]
- 2016년 6월 : 외무성 종합외교정책국장[4]
- 2017년 9월 : 주캐나다 특명전권대사 겸 국제 민간 항공 기구 대표부 대사[5]
- 2019년 10월 : 주유엔 일본대표부 대사[6][7]

## 같이 보기
- 미야지마 아키오 - 입사 동기이며, 2017년에 주터키 특명전권대사로 부임